# Premios Nacionales de Innovación y de Diseño
Los Premios Nacionales de Innovación y Diseño de España, anteriormente llamados Premios Nacionales de Diseño fueron creados en el año 1987 organizados conjuntamente por el Ministerio de Industria y la Fundación BCD (Barcelona Centro de Diseño) hasta el año 2010, a partir del cual se incorporó el reconocimiento a la innovación.

## Objetivos
Extender, impulsar la cultura del diseño, promocionar el diseño sobre todo en la relación entre diseño y empresa y favorecer una pedagogía de valoración y reconocimiento del diseño por parte de la sociedad.

## Premiados
Distinguen a los diseñadores por sus méritos y trayectoria en el diseño gráfico, la comunicación visual, el diseño de producto, del entorno y las empresas en reconocimiento al uso del diseño de una manera ejemplar en las estrategias de innovación.A partir del año 2011, se reconoce también la trayectoria innovadora, la compra pública innovadora e internacionalización.
| Año                                          | Profesionales | Profesionales | Empresas |
| Trayectoria profesional                      | Trayectoria profesional | Trayectoria profesional | Trayectoria profesional |
| -------------------------------------------- | --- | --- | --- |
| 1987                                         | Miguel Milá Sagnier y André Ricard Sala (ex aequo) | Miguel Milá Sagnier y André Ricard Sala (ex aequo) | Mobilplast/Casas |
| 1988                                         | Òscar Tusquets Blanca y Enric Satué | Òscar Tusquets Blanca y Enric Satué | Grupo Puig |
|                                              | Diseño industrial | Diseño gráfico | |
| 1989                                         | Santiago Miranda | Alberto Corazón | BD Barcelona Design |
| 1990                                         | Josep Lluscà Martínez | Ricardo Giralt Miracle | Disform |
| 1992                                         | Ramón Benedito Graells | América Sánchez | Escofet 1886 |
| 1995                                         | Yves Zimmermann | Daniel Nebot Pérez | Vinçon |
| 1997                                         | Jorge Piense Lombardo | Pepe Cruz Novillo | Punt Mobles |
| 1998                                         | Pere Torrent Peret | Camper y Amat-3 | |
| 1999                                         | Alberto Lievore | Xavier Mariscal | Santa & Cole |
| 2000                                         | Mario Eskenazi | Akaba Distinciones honoríficas: - DZ Centro de Diseño Industrial ‐ Escuela Massana, Elisava Escuela Superior de Diseño y EINA Escuela de Diseño y Arte ‐ Juli Capella y Quim Larrea | |
| 2001                                         | Dani Fresnos Melero | Muebles 114 | |
| 2002                                         | Isidro Ferrer | Roca | |
| 2003                                         | Antoni Arola | Canal + | |
| 2004                                         | Josep Pla-Narbona | Juan Gatti | Metalarte |
| 2005                                         | Carlos Rolando | Nani Marquina | |
| 2006                                         | Pepe Cortés | Signos | |
| 2007                                         | Pati Núñez | Andreu World | |
| 2008                                         | Summa | Stua | |
| 2010                                         | Oscar Mariné | Kettal | |
| Premios Nacionales de Innovación y de Diseño | | | |
| 2011                                         | - Trayectoria Innovadora: Enrique de Sendagorta Aramburu - Capital riesgo: Caja Capital Riesgo S.A. - Compra Pública Innovadora: Autoridad Portuaria de Málaga - Internacionalización: PhamaMar S.A. - Recursos Humanos Innovadores: Altrán Innovación S.L. - Profesionales: Carles Riart Lobo - Empresas: Cricursa S.A. y Sellex S.A.                                                                                                | - Trayectoria Innovadora: Enrique de Sendagorta Aramburu - Capital riesgo: Caja Capital Riesgo S.A. - Compra Pública Innovadora: Autoridad Portuaria de Málaga - Internacionalización: PhamaMar S.A. - Recursos Humanos Innovadores: Altrán Innovación S.L. - Profesionales: Carles Riart Lobo - Empresas: Cricursa S.A. y Sellex S.A.                                                                                                | - Trayectoria Innovadora: Enrique de Sendagorta Aramburu - Capital riesgo: Caja Capital Riesgo S.A. - Compra Pública Innovadora: Autoridad Portuaria de Málaga - Internacionalización: PhamaMar S.A. - Recursos Humanos Innovadores: Altrán Innovación S.L. - Profesionales: Carles Riart Lobo - Empresas: Cricursa S.A. y Sellex S.A.                                                                                                |
| 2012                                         | - Trayectoria Innovadora: Joaquín Moya-Angeler Cabrera - Internacionalización: Mobiliario Royo S.A. - Empresas: Lékué S.L. - Profesionales: Nacho Lavernia Company | - Trayectoria Innovadora: Joaquín Moya-Angeler Cabrera - Internacionalización: Mobiliario Royo S.A. - Empresas: Lékué S.L. - Profesionales: Nacho Lavernia Company | - Trayectoria Innovadora: Joaquín Moya-Angeler Cabrera - Internacionalización: Mobiliario Royo S.A. - Empresas: Lékué S.L. - Profesionales: Nacho Lavernia Company |
| 2013                                         | - Trayectoria Innovadora: Juan Miguel Villar Mir - Compra Pública Innovadora: Servicio Gallego de Salud - Internacionalización: Ferrovial S.A. y Inoxpa S.A. - Profesionales: Pablo Martín Badosa - Profesionales: Enric Huguet Muixí - Empresas: Figueras International Seating S.L. | - Trayectoria Innovadora: Juan Miguel Villar Mir - Compra Pública Innovadora: Servicio Gallego de Salud - Internacionalización: Ferrovial S.A. y Inoxpa S.A. - Profesionales: Pablo Martín Badosa - Profesionales: Enric Huguet Muixí - Empresas: Figueras International Seating S.L. | - Trayectoria Innovadora: Juan Miguel Villar Mir - Compra Pública Innovadora: Servicio Gallego de Salud - Internacionalización: Ferrovial S.A. y Inoxpa S.A. - Profesionales: Pablo Martín Badosa - Profesionales: Enric Huguet Muixí - Empresas: Figueras International Seating S.L. |
| 2015                                         | - Profesionales: Jaime Moreno Medina - Empresas: Marset Iluminación S.A. - Trayectoria Innovadora: Manuel Torres Martínez - Compra Pública Innovadora: Universidad de Córdoba - Internacionalización: Natura Bissé S.A. e Iberdrola S.A | - Profesionales: Jaime Moreno Medina - Empresas: Marset Iluminación S.A. - Trayectoria Innovadora: Manuel Torres Martínez - Compra Pública Innovadora: Universidad de Córdoba - Internacionalización: Natura Bissé S.A. e Iberdrola S.A | - Profesionales: Jaime Moreno Medina - Empresas: Marset Iluminación S.A. - Trayectoria Innovadora: Manuel Torres Martínez - Compra Pública Innovadora: Universidad de Córdoba - Internacionalización: Natura Bissé S.A. e Iberdrola S.A |
| 2016                                         | - Profesionales: Mario Ruiz Rubio - Empresas: Simón SAU - Trayectoria Innovadora: Carlos Moro González - Compra Pública Innovadora: Agencia Gallega de Innovación - Internacionalización: Cosentino | - Profesionales: Mario Ruiz Rubio - Empresas: Simón SAU - Trayectoria Innovadora: Carlos Moro González - Compra Pública Innovadora: Agencia Gallega de Innovación - Internacionalización: Cosentino | - Profesionales: Mario Ruiz Rubio - Empresas: Simón SAU - Trayectoria Innovadora: Carlos Moro González - Compra Pública Innovadora: Agencia Gallega de Innovación - Internacionalización: Cosentino |
| 2017                                         | - Profesionales: Manuel Estrada Pérez - Empresas: Actiu Berbegal y Formas - Trayectoria Innovadora: Antonio Muñoz Beraza - Internacionalización: Sociedad Española de Electromedicina y Calidad (SEDECAL) | - Profesionales: Manuel Estrada Pérez - Empresas: Actiu Berbegal y Formas - Trayectoria Innovadora: Antonio Muñoz Beraza - Internacionalización: Sociedad Española de Electromedicina y Calidad (SEDECAL) | - Profesionales: Manuel Estrada Pérez - Empresas: Actiu Berbegal y Formas - Trayectoria Innovadora: Antonio Muñoz Beraza - Internacionalización: Sociedad Española de Electromedicina y Calidad (SEDECAL) |
| 2019                                         | - Profesional: Marisa Gallén Jaime - Empresa: Point - Jóvenes Diseñadores: Silvia Fernández Palomar (Silvia Ferpal) - Gran Empresa: Porcelanosa Grupo AIE - Mención Especial en Diseño en la modalidad “Empresa”: Fhecor Ingenieros | - Profesional: Marisa Gallén Jaime - Empresa: Point - Jóvenes Diseñadores: Silvia Fernández Palomar (Silvia Ferpal) - Gran Empresa: Porcelanosa Grupo AIE - Mención Especial en Diseño en la modalidad “Empresa”: Fhecor Ingenieros | - Profesional: Marisa Gallén Jaime - Empresa: Point - Jóvenes Diseñadores: Silvia Fernández Palomar (Silvia Ferpal) - Gran Empresa: Porcelanosa Grupo AIE - Mención Especial en Diseño en la modalidad “Empresa”: Fhecor Ingenieros |
| 2020                                         | - Profesionales: Pepe Gimeno Crespo - Trayectoria innovadora: Francisco Marín Pérez - Jóvenes Diseñadores: Eva y Marta Yarza Hilario (Yarza Twins) - Gran Empresa: INDRA Sistemas S.A. - Empresa: Luziferlamps S.L. - Pequeña y Mediana Empresa: SEIPASA S.A. - Mención Especial en la modalidad “Profesionales”: Isabel Inés Casasnovas - Mención Especial en Diseño en la modalidad “Empresa”: Banco Bilbao Vizcaya Argentaria S.A. | - Profesionales: Pepe Gimeno Crespo - Trayectoria innovadora: Francisco Marín Pérez - Jóvenes Diseñadores: Eva y Marta Yarza Hilario (Yarza Twins) - Gran Empresa: INDRA Sistemas S.A. - Empresa: Luziferlamps S.L. - Pequeña y Mediana Empresa: SEIPASA S.A. - Mención Especial en la modalidad “Profesionales”: Isabel Inés Casasnovas - Mención Especial en Diseño en la modalidad “Empresa”: Banco Bilbao Vizcaya Argentaria S.A. | - Profesionales: Pepe Gimeno Crespo - Trayectoria innovadora: Francisco Marín Pérez - Jóvenes Diseñadores: Eva y Marta Yarza Hilario (Yarza Twins) - Gran Empresa: INDRA Sistemas S.A. - Empresa: Luziferlamps S.L. - Pequeña y Mediana Empresa: SEIPASA S.A. - Mención Especial en la modalidad “Profesionales”: Isabel Inés Casasnovas - Mención Especial en Diseño en la modalidad “Empresa”: Banco Bilbao Vizcaya Argentaria S.A. |

2021:
- Profesionales: Jaime Hayón
- Mención especial Profesionales: Ramón Úbeda[30]
- Trayectoria innovadora: Eduardo Anitua Aldecoa
- Jóvenes diseñadores: Danny Saltaren Andrade
- Pequeña y Mediana Empresa: CerTest Biotec S.L.
- Empresa: Expormim S.A.
- Gran Empresa: Cosentino S.A.

2022:
- Profesionales: Inmaculada Bermúdez Cózar
- Mención especial Profesionales: Servicios Digitales de Aragón
- Trayectoria innovadora: Rocío Arroyo Arranz
- Mención especial Trayectoria innovadora: Emilio García García
- Jóvenes diseñadores: Alba González Álvarez
- Pequeña y Mediana Empresa: Marine Instruments
- Empresas: Enea
- Gran empresa: Sacyr